# Boursaultrosor
Boursaultrosor (Rosa Boursault-Gruppen) är en grupp av klätterrosor som har sitt ursprung i Rosa ×reclinata, som i sin tur är en hybrid mellan labradorros (R. blanda) och en kinaros (R. Chinensis-gruppen).
Gruppens namn hedrar den franske rosodlaren Henri Boursault.

## Sorter
- 'Amadis'
- 'Mme Sancy Parabère'
- 'Morletii'